# Pernety (stanice metra v Paříži)
Pernety je nepřestupní stanice pařížského metra na lince 13 ve 14. obvodu v Paříži. Nachází se na křižovatce ulic Rue Permety a Rue Raymond Losserand.

## Historie
Stanice byla otevřena 21. ledna 1937 při zprovoznění tehdejší linky 14 ze stanice Porte de Vanves do Bienvenüe. 9. listopadu 1976 linka 14 zanikla, neboť byla spojena s linkou 13.

## Název
Jméno stanice je odvozeno od názvu ulice Rue Pernety. Vikomt Joseph Marie de Pernety (1766–1856) byl francouzský generál a majitel pozemků, na kterých se dnes rozkládá ulice nesoucí jeho jméno.

## Vstupy
Stanice má dva východy. Schodiště je umístěno přímo v budově č. 72 na Rue Raymond Losserand. Eskalátor pro výstup z nástupiště ve směru Châtillon – Montrouge se nachází na Rue Raymond Losserand u domu č. 56.